# Esclerito

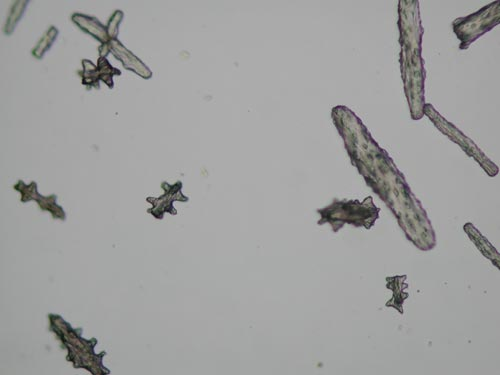
Escleritos de la gorgonia marina Isidella tentaculum

En los artrópodos, un esclerito es una placa endurecida de cutícula (esclerotizada, formada por quitina y proteínas) que forma parte de su exoesqueleto y se encuentra delimitada por suturas, surcos o articulaciones.
Según la posición que ocupa en el anillo o metámero se designan de la siguiente forma:
- escleritos dorsales: terguitos o tergitos, que forman el tergo o noto;
- escleritos ventrales: esternitos, que forman el esternón;
- escleritos laterales: pleuritos, que forman la pleura.[1]

Los escleritos también ocurren en muchos otros invertebrados, como en Polychaeta y Mollusca. En los cnidarios, se emplea como sinónimo de espícula. Es un elemento esquelético calcáreo compuesto por carbonato de calcio cristalizado en forma de aragonito o calcita, que se forma en los tejidos de estos animales para darles cierta rigidez.